# إعدام السيدة جين غراي (لوحة)
إعدام ليدي جين غراي (بالفرنسية: Le Supplice de Jane Grey) هي لوحة زيتية بريشة الفنان الفرنسي بول ديلاروش ، اكتملت في عام 1833 ، وهي الآن في المعرض الوطني في لندن. تصور اللوحة، اللحظات التي سبقت وفاة الملكة جين غراي ، التي أُعلنت في 10 يوليو 1553 ملكة إنجلترا ، ليتم خلعها بعد تسعة أيام وإعدامها في عام 1554. يشار إلى جين أحيانًا باسم «ملكة التسعة أيام» لقصر فترة حكمها.  كانت اللوحة شائعة بشكل كبير في العقود التي أعقبت رسمها، ولكن في القرن العشرين أصبحت اللوحات التاريخية الواقعية غير محببة من قبل النقاد وتم الاحتفاظ بها في المخزن لعقود عديدة، تم ترميمه وعرضه مرة أخرى عام 1975 ، وأصبح على الفور عملًا شائعًا للغاية، خاصة مع الزوار الشباب. 

## الموضوع
كانت الملكة جين غراي حفيدة الملك هنري السابع ملك إنجلترا وأقرب شخص من عائلته بعد أن انتقل العرش إلى حفيده، إدوارد السادس والذي لم يدم طويلاً. بعد وفاة إدوارد تم إعلان جين غراي ملكة، مع إعطائها الأسبقية على بنات الملك هنري الثامن ، ماري الأولى وإليزابيث الأولى . بعد أسبوعين من وفاة شقيقها، استولت ماري، التي حظيت بدعم الشعب الإنجليزي، على العرش، الذي تخلت عنه جين ، بعد أن حكمت تسعة أيام فقط. سُجنت جين وزوجها اللورد غيلدفورد دادلي ووالدها في برج لندن بتهمة الخيانة العظمى. أُجريت محاكمة جين في نوفمبر / تشرين الثاني، لكن عقوبة الإعدام التي صدرت عليها عُلقت مؤقتًا. في فبراير 1554 ، كان والد جين ، الذي أطلق سراحه، أحد قادة المتمردين في ثورة وايت. في يوم الجمعة 12 فبراير، قامت ماري بقطع رأس جين ، التي كانت تبلغ من العمر 16 عامًا، وقطع رأس زوجها. تبعها والدها بعد يومين. 

## الوصف
رسم ديلاروش موضوع إعدام ليدي جين في عام 1833 ، أي بعد 300 عام تقريبًا من الحدث، بالاعتماد على المصادر التاريخية المعاصرة لمساعدته على تصوير العمل بدقة. بنى ديلاروش سمعته في صالون باريس بتصوير كبير وواقعي لأحداث شهيرة من القرون القليلة الماضية.  على الرغم من إلمام الفنان بلوحة الروايات التاريخية، إلا أن هنالك جوانب في اللوحة تعتبر غير دقيقة. تم رسم اللوحة بعد ثورة يوليو عام 1830 التي أطاحت بشارل العاشر ملك فرنسا ، آخر ملوك بوربون الفرنسيين. كان شقيق شارل العاشر هو لويس السادس عشر ملك فرنسا الذي اغتصب عرشه وأعدم خلال الثورة الفرنسية. كما أن اللوحة تفوح برائحة إعدام ماري أنطوانيت. مما لا يثير الدهشة أن اللوحة العاطفية تسببت في شيء من الإحساس.  حظيت اللوحة بشعبية كبيرة في صالون باريس عندما عُرضت لأول مرة هناك عام 1834. 

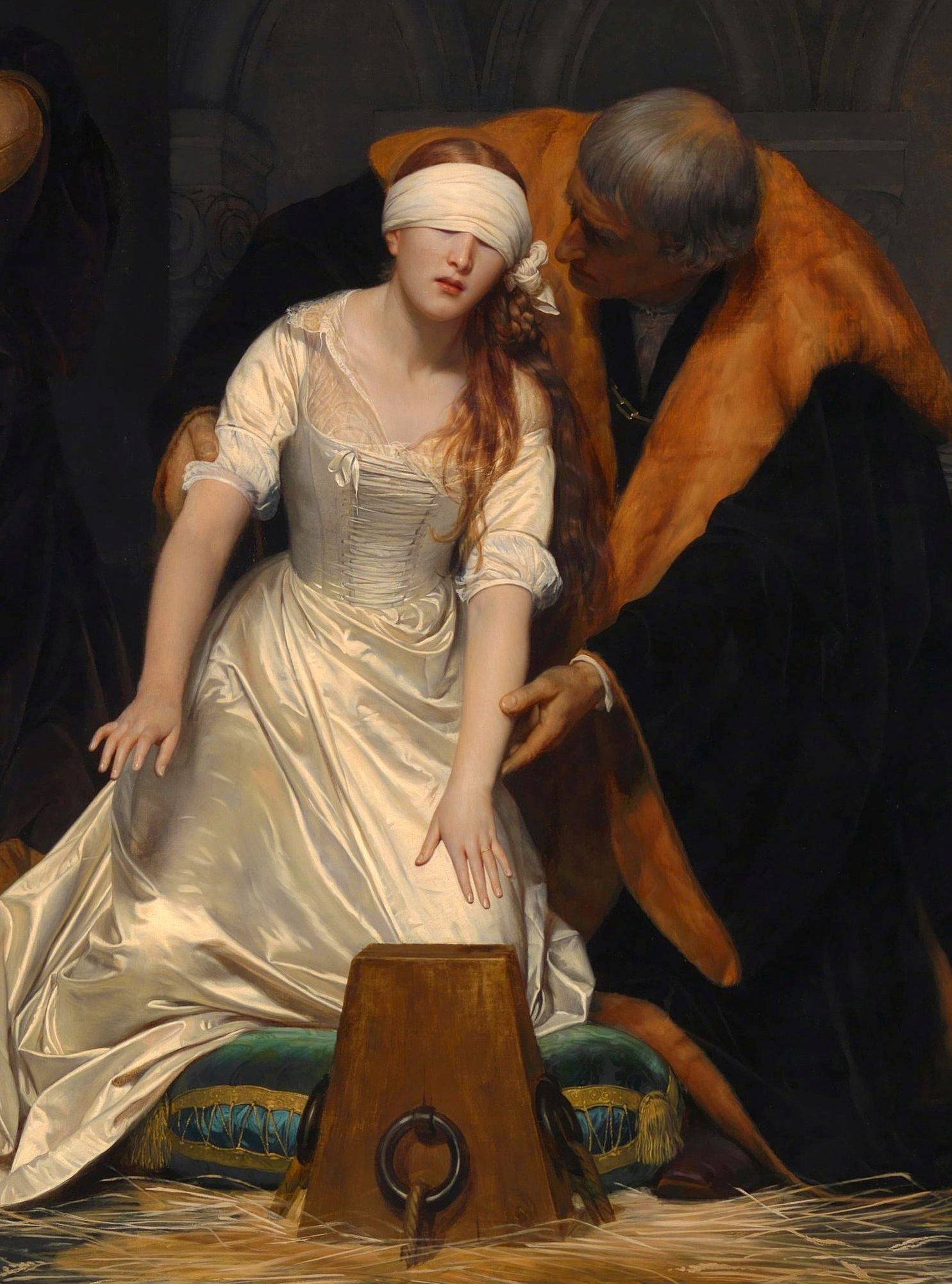
تفاصيل.

تصور اللوحة اللحظة التي يتم فيها مساعدة جين ، معصوبة العينين، من أجل وضع رأسها على منصة الجلاد. تمد يدها إلى الأسفل بشكل غير مؤكد لتجد المنصة. يتم مساعدتها من قبل رجل يُعرف باسم جون بريدجز. كان بريدجز ملازمًا للبرج وقت إعدام جين. 
أثناء سجنها في البرج ، كانت تزور جين سيدات من اللأتي خدمن عندها، تظهر في اللوحة سيدتان في الانتظار، يظهران حزنهما على الموقف الذي على وشك الحدوث. تم تنفيذ الإعدام في الهواء الطلق، في جزء خارجي من أراضي برج لندن المعروف باسم «تاور جرين» ، في نفس مكان أعدام زوجتي الملك هنري الثامن آن بولين وكاثرين هوارد. تشير اللوحة إما إلى أن ديلاروش لم يكن على دراية بهذا الجانب من الحدث وقد شيد الموقع وفقًا لمعرفته التاريخية بأحداث أخرى من هذا القبيل، أو أنه اختار الحصول على قدر كبير من الترخيص الفني. في الصورة، يتم الإعدام على منصة خشبية مرتفعة مماثلة لتلك التي حدثت عليها عمليات إعدام الملوك والنبلاء في الثورة الفرنسية. يمكن رؤية حافة هذه المنصة، مغطاة بقطعة قماش سوداء، عبر مقدمة الصورة. في الجزء الخلفي من المساحة التصويرية، ينزل درابزين الدرج، ويشير الجزء العلوي في الخلفية الذي يحتوي على سلاحين إلى وجود حراس. من المفترض أن ديلاروش كان مدركًا أن ويليام الفاتح هو من أسس برج لندن. في اللوحة، يوجد عمودين قويين من النورمانديين مع تيجان مبطنة، وأروقة عمياء، وقوس كبير مزين بشرائط تخلق خلفية تدل على العصور القديمة للموقع. ومع ذلك، فإن المباني داخل برج لندن تمتد إلى عهد العديد من الملوك. في الواقع، تم تنفيذ الإعدام خارج مصلى القديس بطرس ، الذي تم بناؤه ليس في زمن ويليام الفاتح ولكن بأمر من هنري الثامن ، وبالتالي بأسلوب يرجع تاريخه إلى ما بعد الهندسة المعمارية في اللوحة بنحو 500 سنوات.

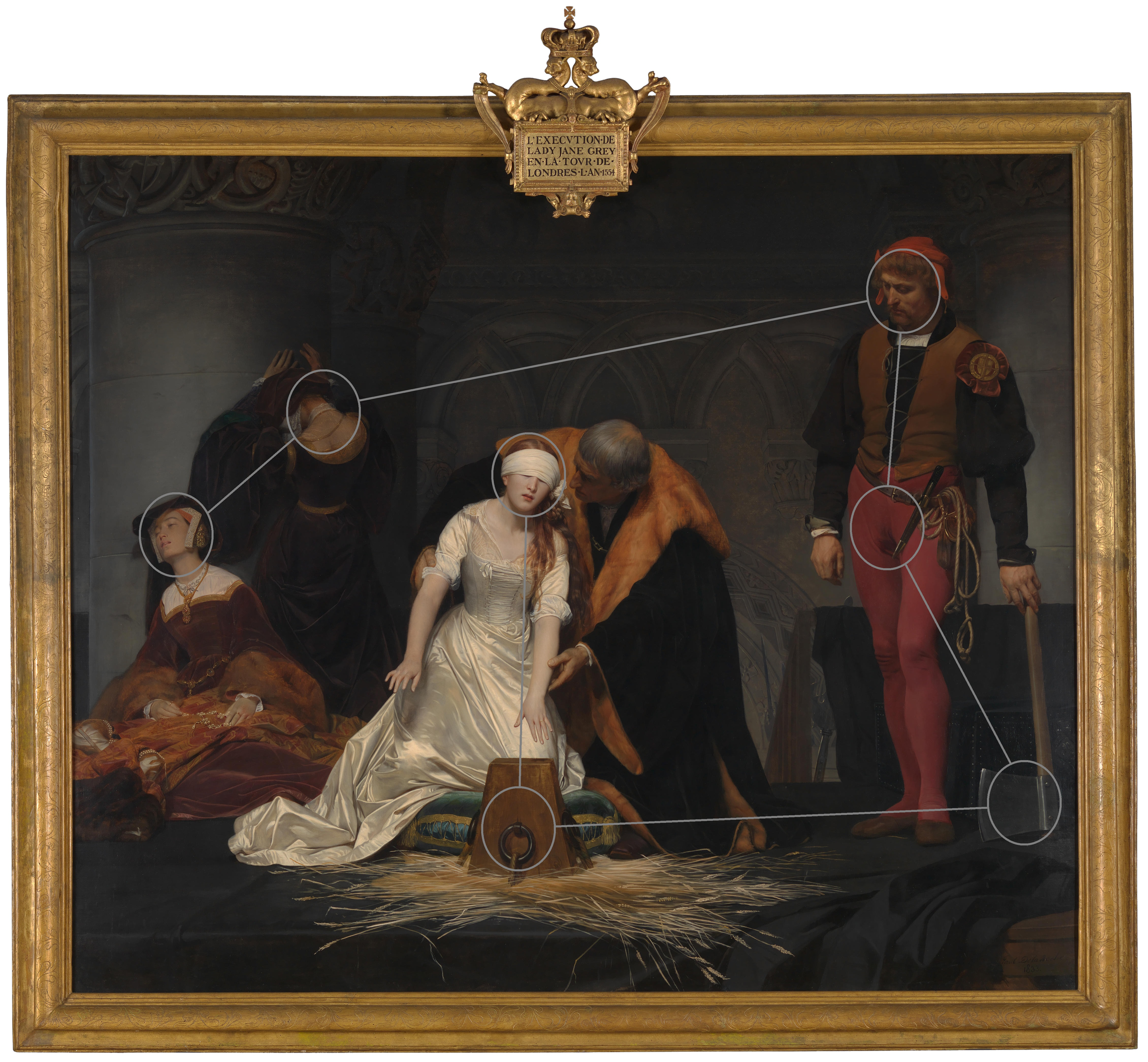
خريطة توجيهية للرصد البصري لشخصيات اللوحة.

من الصعب التأكد من الإعداد والإضاءة ما إذا كانت نية الفنان هي خلق انطباع بأن المشهد كان يحدث خارج مبنى أو في الداخل. يمكن أن تحدث السمات المعمارية الموضحة في كل من التصميمات الداخلية والخارجية للمباني النورماندية. يشير الظلام الموجود في الجزء العلوي من اللوحة إلى التصميم الداخلي، بينما يشير الضوء الذي يغمر الشكل المركزي إلى ضوء النهار. علقت (جيسلين كينيون) ، رئيسة قسم التعليم في المتحف الوطني ، على الإحساس بالنذير الذي كان من المفترض أن يخلقه الظلام. 
تلعب المناطق المظلمة بشدة والتي تشغل نسبة كبيرة من سطح اللوحة دورًا كبيرًا في الدراما. ليس ظل الجزء العلوي من اللوحة أسودًا فحسب، بل هو أيضًا القماش الذي يغطي المنصة، وفستان إحدى السيدات، وعباءة ملازم البرج وأكمام الجلاد. ثلاثة ثياب تشكل درجات من اللون الدافئ، واللباس البني لإحدى السيدات، والفراء البرتقالي بياقة الملازم وخرطوم الجلاد الأحمر. يتم التقاط لون شعر ليدي جين باللون الأحمر والذهبي في القش أسفل المنصة. في مواجهة الظلام، تصنع ليدي جين ، بلحمها الشاحب، وصدّرها الأبيض ومعطفها الساتان ، دفقة من الضوء. يستحوذ الفنان على عين المشاهد من خلال وضع أكثر البقع البيضاء كثافة على عصابة عيني ليدي جين ومنطقة تنورتها الموضوعة بين يدها الممدودة وحافة المنصة المحددة بحدة.
استخدم ديلاروش العديد من التفاصيل الصغيرة في سرد القصة وزيادة الجودة الدرامية والعاطفية للرسم. تلعب الشخصيات أدوارها مثل الممثلين، تعبيرات وإيماءات الحزن واليأس من المرأتين، الحنان الأبوي الذي يساعد به ملازم البرج الفتاة معصوبة العينين لاتخاذ الوضعية المطلوبه وأستياء الجلاد في مواجهة المهمة التي تواجهه. تشمل التفاصيل السردية الأخرى الحلقات الموجودة على منصة الإعدام بالحبال التي تربطها بثبات على الأرض، والحافة المصقولة جيدًا ولكن البالية إلى الفأس. كذلك القشة النظيف، الذي يوضع عادةً بالقرب من موقع الإعدام لامتصاص الدماء،  واللباس الأبيض كانوا من العوامل التي استخدمها الفنان لجعل المراقب يفترض ما سيحدث لها بعد ذلك. 

### مكونات اللوحة

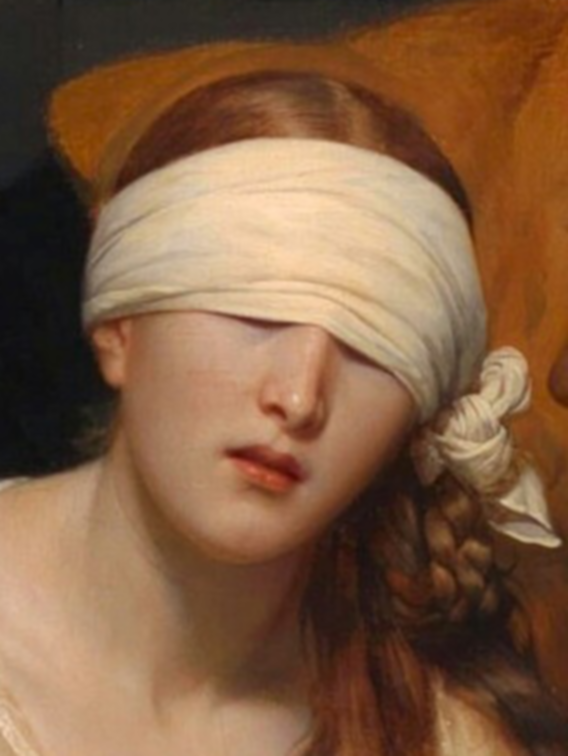
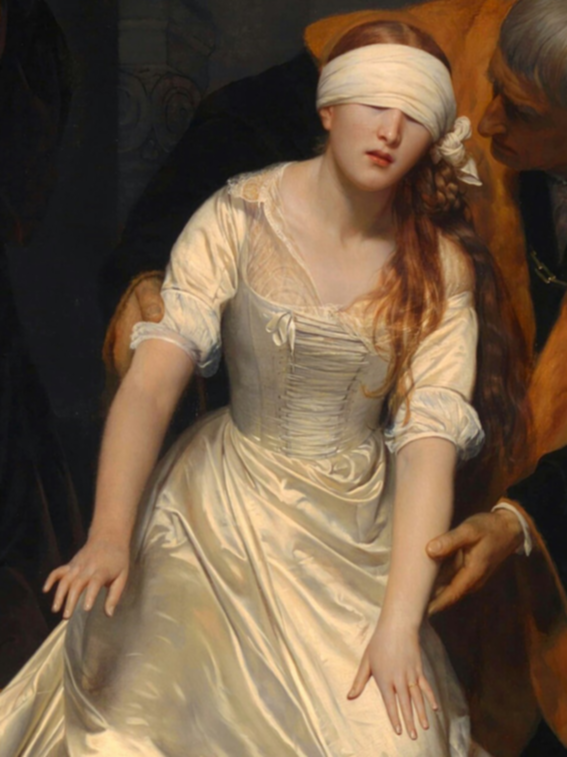
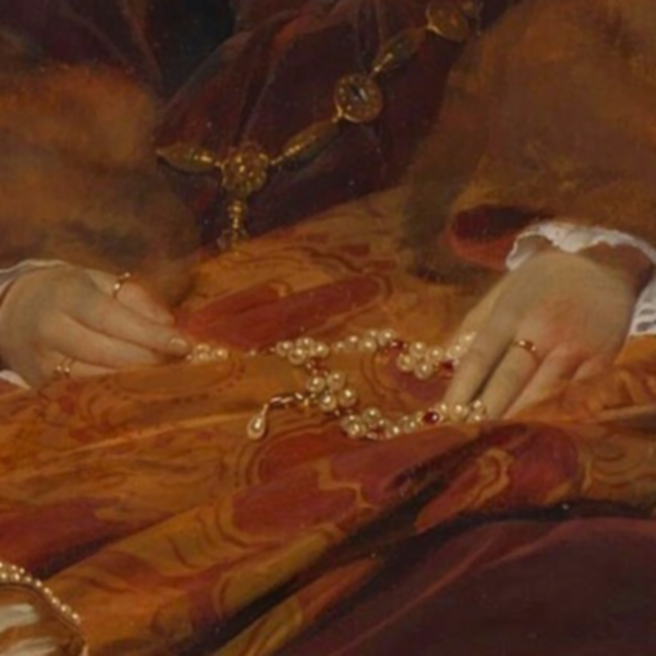
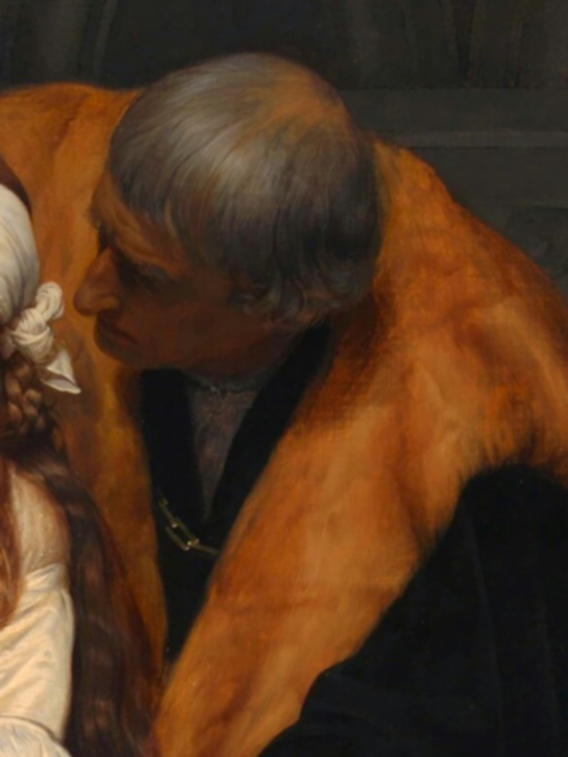
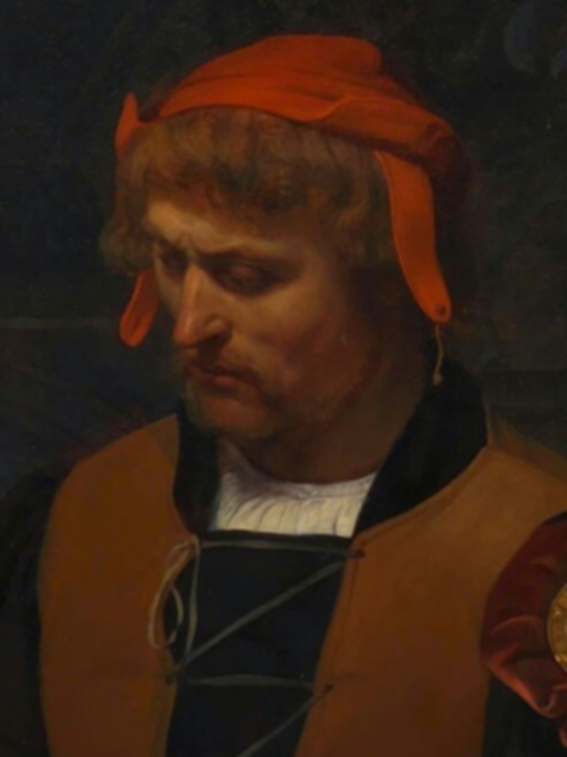
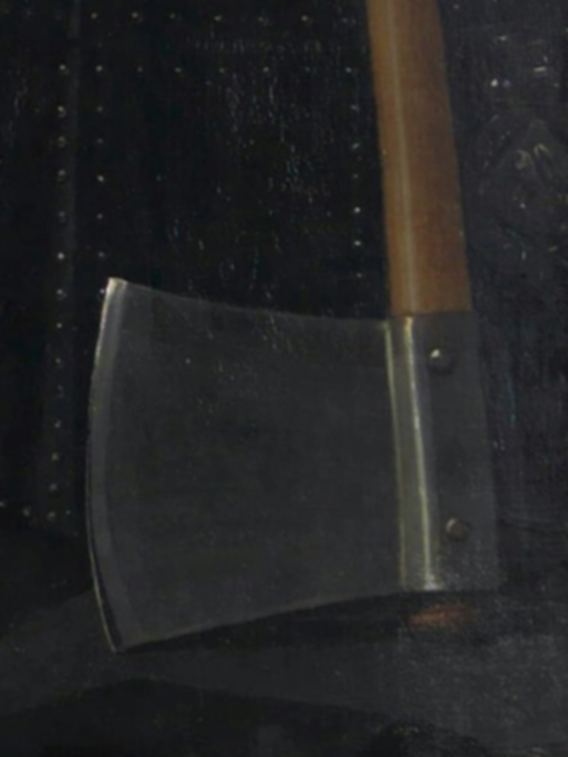
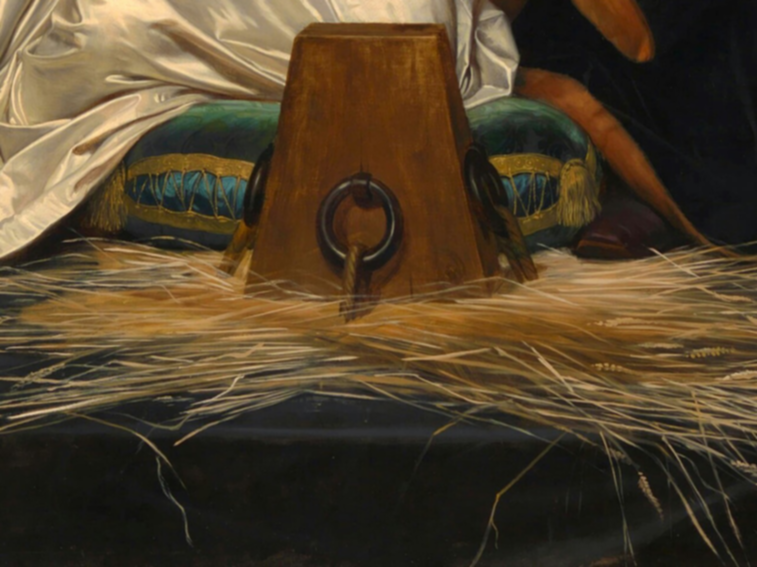